# Rhabdeurypon
Rhabdeurypon is een geslacht van sponsdieren uit de klasse van de Demospongiae (gewone sponzen).

## Soort
- Rhabdeurypon spinosum Vacelet, 1969